# H-IIB
H-IIB és un tipus de  coets espacials  japonesos propulsats per propel·lent líquid. Va ser dissenyat per llançar el vehicle de transferència H-II cap a l'Estació Espacial Internacional i és capaç d'enviar fins a 8 tones a òrbita de transferència geoestacionària i 19 a òrbita baixa. Va ser llançat per primera vegada el 10 de setembre de 2009 i per darrer cop el 20 de maig de 2020. Aquest coet ha estat retirat després de 9 llançament i serà substituït pel nou disseny H3.

## Desenvolupament
El H-IIB va ser desenvolupat conjuntament per l'agència espacial JAXA i Mitsubishi Heavy Industries. Va ser dissenyat utilitzant mètodes i components ja desenvolupats per al coet H-IIA, reduint costos de desenvolupament i riscos i estalviant temps de disseny. La JAXA es va encarregar del desenvolupament preliminar, la preparació de la infraestructura terrestre i del desenvolupament de les noves tecnologies necessàries, i Mitsubishi es va encarregar de la fabricació. Durant el desenvolupament es van realitzar vuit enceses de prova dels motors en enlairaments simulats.
El cost total del desenvolupament va ser d'uns 27 mil milions de iens.

## Característiques
H-IIB és un coet de dues etapes. La primera utilitza oxigen líquid i hidrogen líquid com propel·lents i fa servir quatre  coets acceleradors sòlids (denominats SRB-A, ia diferència dels dos usats en l'H-IIA) que utilitzen polibutadiè com propel·lent. Utilitza dos motors LI-7 en lloc de l'únic usat en l'H-IIA. A més el diàmetre de la primera etapa és de 5,2 m, contra els 4 m de l'H-IIA, i la seva alçada és un metre superior. En total, l'H-IIB conté 1,7 vegades més propel·lent que l'H-IIA.
La segona etapa està propulsada per un motor LI-5 B